# Pod Rzeką (Rdzów)
Pod Rzeką – część wsi Rdzów w Polsce, położona w województwie mazowieckim, w powiecie przysuskim, w gminie Potworów. 
Pod Rzeką wchodzą w skład sołectwa Rdzów.
W latach 1975–1998 Pod Rzeką administracyjnie należały do województwa radomskiego.